# Råby-Rönö församling
Råby-Rönö församling var en församling i Strängnäs stift och i Nyköpings kommun i Södermanlands län. Församlingen uppgick 1995 i Råby-Ripsa församling.

## Administrativ historik
Församlingen har medeltida ursprung. Före den 1 januari 1886 (ändring enligt beslut den 17 april 1885) var namnet Råby församling..
Församlingen var till 1962 moderförsamling i pastoratet Råby-Rönö och Bärbo för att från 1962 till 1992 vara annexförsamling i pastoratet Runtuna, Ripsa, Lid, Ludgo, Spelvik och Råby-Rönö och från 1992 till 1995 annexförsamling i pastoratet Runtuna, Ripsa, Lid, Ludgo-Spelvik och Råby-Rönö. Församlingen uppgick 1995 i Råby-Ripsa församling.

## Kyrkor
- Råby-Rönö kyrka